# Peter Langen
Peter Langen (* 6. Juni 1835 in Köln; † 25. Mai 1897 in Münster in Westfalen) war ein deutscher Klassischer Philologe.

## Leben
Peter Langen war der älteste Sohn eines Kölner Kaufmanns. Zu seinen vier jüngeren Geschwistern gehörte der spätere Theologe Joseph Langen. Nach dem Besuch der Elementarschule und des Gymnasiums an Marzellen ging er im Herbst 1853 an die Universität Bonn, um Klassische Philologie zu studieren. Zu seinen akademischen Lehrern gehörten vor allem Friedrich Ritschl, Otto Jahn und Friedrich Gottlieb Welcker, daneben Friedrich Heimsoeth, Leopold Schmidt, Johannes Vahlen und Heinrich Brunn. Gegen Ende des achten Semesters schloss Langen seine Studien ab und wurde mit einer Dissertation über die Akzentlehre der lateinischen Grammatiker promoviert (Prädikat „summa cum laude“). In seiner Dissertation führte er erstmals den Beweis, dass das Lateinische bereits in der Antike exspiratorisch akzentuiert wurde. Diese Auffassung wurde trotz der Widersprüche des Sprachwissenschaftlers Wilhelm Paul Corssen zur communis opinio.
Nach dem Studienabschluss entschied sich Langen zunächst gegen eine akademische Laufbahn und trat im Herbst 1857 sein Probejahr am Kölnischen Gymnasium zu Marzellen an. Im Herbst 1858 wurde er als kommissarischer Lehrer angestellt. Zwei Jahre später wechselte er auf eine ähnliche Stelle nach Koblenz, 1862 nach Trier, wo er nach einem Jahr zum ordentlichen Lehrer ernannt wurde. Im Herbst 1865 wechselte er als Oberlehrer an das Gymnasium zu Düren.
Neben der Lehrtätigkeit am Gymnasium verfolgte Langen weiterhin seine Forschung zur lateinischen Sprache und Literatur. Aufgrund seines Lehrerfolgs und seiner wissenschaftlichen Arbeiten wurde er 1868 – ohne Habilitation – als ordentlicher Professor für lateinische Sprache und Literatur an die Theologische und Pädagogische Akademie Münster berufen. Seine Lehrtätigkeit umfasste die gesamte lateinische Literatur der Antike mit Schwerpunkten auf der augusteischen und kaiserzeitlichen Literatur; außerdem hielt er Kollegien über griechische Literatur (Aischylos, Euripides, Theokrit). Gemeinsam mit Franz Winiewski und dessen Nachfolger Johann Matthias Stahl leitete er das Philologische Seminar. Nebenbei verfasste er zahlreiche Schriften zur lateinischen Sprachwissenschaft, zu Plautus und Cornificius.
Langen starb im Alter von 61 Jahren an den Folgen einer Ohrenkrankheit.

## Schriften (Auswahl)
- De grammaticorum Latinorum praeceptis quae ad accentum spectant. Dissertation, Bonn 1857.
- Beiträge zur Kritik und Erklärung des Plautus. Leipzig 1880 (archive.org). Nachdruck Hildesheim / New York 1973.
- Plautinische Studien. Berlin 1886. Nachdruck Hildesheim 1970 (archive.org).
- T. Macci Plauti Aulularia in usum scholarum recognovit. Münster 1889 (archive.org).
- C. Valeri Flacci Setini Balbi Argonauticon libri octo enarravit. Berlin 1896 (archive.org). Nachdruck Hildesheim 1967.